# Matee Ajavon
Matee B. Ajavon (ur. 7 maja 1986 w Monrovii) – amerykańska koszykarka, reprezentantka kraju, występująca na pozycji rozgrywającej, posiadająca także liberyjskie obywatelstwo.

## Osiągnięcia
Na podstawie, o ile nie zaznaczono inaczej.

### NCAA
- Wicemistrzyni NCAA (2007)
- Uczestniczka rozgrywek:
  - NCAA Final Four (2006, 2007)
  - Elite 8 turnieju NCAA (2005, 2006, 2008)
  - Sweet 16 turnieju NCAA (2005–2008)
- Mistrzyni:
  - turnieju konferencji Big East (2006)
  - sezonu regularnego Big East (2005, 2006)
- Most Outstanding Player (MOP=MVP) turnieju Greensboro Regional (2007)
- Zaliczona do:
  - I składu:
    - Big East (2006, 2008)
    - turnieju Greensboro Regional (2007, 2008)

  - II składu Big East (2005, 2007)
  - składu honorable mention All-American (2007, 2008)

### WNBA
- Zaliczona do I składu debiutantek WNBA (2008)

### Inne drużynowe
- Mistrzyni Turcji (2009, 2010)
- Zdobywczyni Pucharu Turcji (2009)
- Finalistka:
  - Pucharu Turcji (2010)
  - Superucharu Turcji (2008, 2009)

### Inne indywidualne
(* – nagrody przyznane przez portal eurobasket.com)
- Najlepsza zawodniczka, występująca na pozycji obronnej ligi tureckiej (2010)*[2]
- Zaliczona do*:
  - I składu:
    - ligi tureckiej (2010)[2]
    - defensywnego ligi tureckiej (2011)[3]
    - najlepszych zawodniczek zagranicznych ligi tureckiej (2010)[2]

  - składu honorable mention ligi:
    - izraelskiej (2018)[4]
    - tureckiej (2009, 2011)[3][5]
- Uczestniczka meczu gwiazd ligi tureckiej (2009, 2010)[2][5]

### Reprezentacja
- Mistrzyni igrzysk panamerykańskich (2007)